# Туркменская советская энциклопедия
Туркменская советская энциклопедия (туркм. Түркмен совет энциклопедиясы, сокращённо ТСЭ) — первое универсальное энциклопедическое издание на туркменском языке. Записана кириллицей.

## История
Публиковалась Главной редакцией Туркменской советской энциклопедии, созданной в 1969 году.
В 1974—1989 годах было издано 10 томов. Главным редактором первого тома являлся ректор Туркменского государственного университета имени Горького академик Пигам Азимович Азимов, последующих (со 2-го по 10-й) — Нуры Велиевич Атамамедов.
Также по материалам основных томов в 1983 году на туркменском языке был издан однотомник под названием «Туркменская ССР». Год спустя, в 1984 году, он вышел также на русском языке.

## Содержание
Содержит 25 тысяч статей, включая 8 тысяч персоналий. Том 8 посвящён Туркменской ССР.
Энциклопедия охватывает почти все области знания, но в подаче фактов и в подробностях изложенного материала заметно влияние коммунистической идеологии.